# Булгаков, Станислав Сергеевич
Станисла́в Серге́евич Булга́ков (род. 18 февраля 1940, Хворостянка, Воронежская область) — советский радиофизик, хозяйственный деятель, доктор физико-математических наук (1986), профессор (1990), лауреат Ленинской (1980), Государственной премии СССР (1978), Герой Социалистического Труда (1984).

## Биография
Родился 18 февраля 1940 года на станции Хворостянка (ныне — в Добринском районе Липецкой области).
В 1958 году — окончил среднюю школу с золотой медалью, в 1962 году — физический факультет Воронежского государственного университета.
1966—1984 — старший инженер, главный инженер Воронежского завода полупроводниковых приборов.
1984—1991 — начальник 2-го главного управления Министерства электронной промышленности.
1991—2002 — генеральный директор Научно-производственного объединения «Микроэлектроника».
С 2002 года — первый заместитель технического директора, технический директор, позднее — заместитель генерального директора по производству ООО «НПП Томилинский электронный завод» (Московская область).

## Награды
- Герой Социалистического Труда — указом Президиума Верховного Совета СССР от 17 сентября 1984 года
- Орден Ленина (17.09.1984).
- Орден Трудового Красного Знамени (25.03.1974)
- орден Польши
- медали
- Ленинская премия (1981)
- Государственная премия СССР (1978)
- Почётный радист СССР (1977)